# Zamek w Brissac
Zamek w Brissac (fr. château de Brissac) – zamek w gminie Brissac-Quincé, w departamencie Maine i Loara, we Francji. Jeden z zamków nad Loarą.

## Historia
Zbudowany w XI w. przez hrabiego andegaweńskiego Fulka III, pełnił początkowo funkcje obronne. Budowla przeszła następnie w ręce seneszala Guillaume'a des Roches.
W 1424 roku zamek został odkupiony i przebudowany przez Pierre'a de Brézé, ministra na dworze Karola VII Walezjusza. Podczas panowania Franciszka I Walezjusza (1515–47), posiadłość została nabyta przez René de Cossé'a, gubernatora Andegawenii i Maine.
W roku 1589 zamek stał się własnością Henryka IV, króla Nawarry. W czasie wojny z hugenotami budynek został poważnie zniszczony i zaplanowano jego wyburzenie, jednakże wkrótce Henryk został koronowany na króla Francji i przekazał posiadłość wraz z sumą pieniędzy na odbudowę Karolowi II de Cossé, jako dowód wdzięczności za udzielone wcześniej poparcie. Karol II polecił przebudować środkową część zamku. Prace przerwano w roku 1621, po śmierci właściciela.
Potomkowie Ludwika II utrzymywali zamek w posiadaniu aż do roku 1792, kiedy posiadłość została splądrowana przez rewolucjonistów.
Obecnie zamek jest w posiadaniu członka rodziny de Cossé, istnieje możliwość zwiedzania.